# Terence Crawford
Terence Allan Crawford (* 28. September 1987 in Omaha, Nebraska) ist ein US-amerikanischer Profiboxer, ehemaliger Weltmeister der WBO im Leichtgewicht, ehemaliger unangefochtener Weltmeister der IBF, WBO, WBC und WBA im Halbweltergewicht und seit Juli 2023 unangefochtener Weltmeister aller vier wichtigen Verbände (WBO, IBF, WBC und WBA) im Weltergewicht. Er wird vom Ring Magazine seit Juni 2016 kontinuierlich innerhalb der Top 5 der gewichtsübergreifenden pound for pound Rangliste geführt, wo er zwischenzeitlich die Spitzenposition einnahm.

## Amateurkarriere
Terence Crawford begann im Alter von sieben Jahren mit dem Boxsport und gewann 58 von 70 Kämpfen. 2006 gewann er die Silbermedaille im Leichtgewicht bei den National Golden Gloves und eine Bronzemedaille im Leichtgewicht bei den US-amerikanischen Meisterschaften 2006 und 2007. Er besiegte im Laufe seiner Amateurzeit unter anderem auch die späteren Profiweltmeister Miguel García und Danny García.
Bei der US-amerikanischen Olympiaausscheidung für die Olympischen Sommerspiele 2008 gewann er gegen Diego Magdaleno und Mason Menard, unterlag jedoch gegen Sadam Ali und Miguel González. Gegen Miguel González war ihm jedoch in einer vorherigen Begegnung bereits ein Sieg gelungen.

## Profikarriere
Nachdem er sich durch sein Ausscheiden nicht für die Olympischen Spiele qualifiziert hatte, wechselte er noch 2008 unter dem Promoter TKO Boxing Promotions und dem Manager Brian McIntyre ins Profilager. Seit 2011 steht er bei Top Rank unter Vertrag und wird von Brian McIntyre, Esau Dieguez und Red Spikes trainiert.
Im März 2008 gewann er seinen ersten Profikampf. In seinem 20. Kampf am 30. März 2013 in Las Vegas schlug er erstmals einen bedeutenden Gegner, als ihm ein Punktesieg über zehn Runden gegen Breidis Prescott gelang. Am 15. Juni 2013 gewann er durch technischen K. o. in der sechsten Runde gegen Alejandro Sanabria (Bilanz: 34-1) die Nordamerikanische Meisterschaft der WBO im Leichtgewicht. Am 5. Oktober desselben Jahres setzte er sich zudem in Florida nach Punkten gegen Andrei Klimow (16-0) durch.
Am 1. März 2014 boxte er in Schottland um die WBO-Weltmeisterschaft im Leichtgewicht gegen den schottischen Titelträger Ricky Burns. Dabei ging Crawford erstmals in seiner Karriere über die vollen zwölf Runden und trug am Ende einen einstimmigen Punktesieg davon. Ende Juni 2014 verteidigte er den Titel durch K. o. in der neunten Runde gegen Yuriorkis Gamboa. Er boxte dabei erstmals als Profi in seiner Heimatstadt Omaha. Im November 2014 besiegte er den Nordamerikameister Raymundo Beltrán einstimmig nach Punkten. Crawford wurde anschließend auch vom Ring Magazine als Nummer 1 im Leichtgewicht anerkannt.
Crawford stieg anschließend ins Halbweltergewicht auf und besiegte am 18. April 2015 beim Kampf um die WBO-WM Thomas Dulorme (22-1) vorzeitig. Im Oktober 2015 verteidigte er den Titel in der zehnten Runde gegen Dierry Jean (29-1). Eine weitere Verteidigung gewann er im Februar 2016 vorzeitig gegen Henry Lundy (26-5).
Am 23. Juli 2016 besiegte er den WBC-Titelträger Wiktor Postol (28-0) einstimmig nach Punkten und hatte seinen Gegner auch zweimal am Boden. Er trug seitdem neben dem WBO-, auch den WBC-Titel und wurde nun auch in dieser Gewichtsklasse vom Ring Magazine als Nummer 1 geführt. Im Dezember 2016 folgte eine erfolgreiche Titelverteidigung gegen John Molina (29-6). Im Mai 2017 besiegte er Félix Díaz (19-1) vorzeitig durch Aufgabe von Díaz’ Ringecke.
Am 19. August 2017 besiegte er den WBA- und IBF-Titelträger Julius Indongo (22-0) durch Knockout und wurde somit Träger der WM-Titel aller vier bedeutenden Weltverbände (WBA, WBO, WBC, IBF) einer Gewichtsklasse, was vor ihm lediglich Bernard Hopkins und Jermain Taylor gelungen war.
Den IBF-Titel legte er elf Tage später wieder nieder, da er zu wenig Vorbereitungszeit für eine anstehende Pflichttitelverteidigung des Verbandes gegen Sergei Lipinez hätte. Zudem entschied sich Crawford für einen Aufstieg ins Weltergewicht und einen Kampf um den WBO-Titel dieser Gewichtsklasse gegen Jeff Horn (18-0) im April 2018, weshalb er bis Februar 2018 auch seine anderen WM-Titel niederlegte. Gegen Jeff Horn gewann er dann am 9. Juni 2018 durch TKO in der neunten Runde seinen sechsten WM-Titel.
Diesen verteidigte er am 13. Oktober 2018 durch TKO in der zwölften Runde gegen José Benavidez (27-0) und am 20. April 2019 durch TKO in der sechsten Runde gegen Amir Khan (33-4). Weitere Titelverteidigungen gewann er im Dezember 2019 durch TKO in der neunten Runde gegen Egidijus Kavaliauskas (21-0), im November 2020 durch TKO in der vierten Runde gegen Kell Brook (39-2), im November 2021 gegen Shawn Porter (31-3) durch TKO in Runde 10 und im Dezember 2022 durch KO in der sechsten Runde gegen Dawid Awanessjan (29-3).
Am 29. Juli 2023 kämpfte er gegen den ebenfalls ungeschlagenen Weltmeister der Verbände WBA, WBC und IBF Errol Spence Junior in Nevada um den unangefochtenen (undisputed) Weltmeistertitel im Weltergewicht. Er gewann den auf 12 Runden angesetzten dominant geführten Kampf durch TKO in Runde 9, wobei sein Gegner insgesamt dreimal zu Boden musste und angezählt wurde. Am 3. August 2024 siegte er im Halbmittelgewicht nach Punkten gegen den WBA-Weltmeister Isroil Madrimov.

## Liste der Profikämpfe
| 40 Siege (31 K.-o.-Siege), 0 Niederlagen, 0 Unentschieden |               |                                                  |                                                                    |                                    |
| Jahr                                                      | Tag           | Ort                                              | Gegner                                                             | Ergebnis für Crawford              |
| 2008                                                      | 14. März      | Athletic Club, Denver, USA                       | Brian Cummings                                                     | Sieg / KO 1. Runde                 |
| 2008                                                      | 3. April      | Michael’s Eighth Avenue, Glen Burnie, USA        | Filiberto Nieto                                                    | Sieg / Aufgabe 1. Runde            |
| 2008                                                      | 26. Juli      | Valencia Ballroom, York, USA                     | Damon Antoine                                                      | Punktsieg (einstimmig) / 4 Runden  |
| 2008                                                      | 22. August    | Johnson County Fairgrounds, Iowa City, USA       | Aaron Anderson                                                     | Punktsieg (einstimmig) / 4 Runden  |
| 2008                                                      | 8. November   | Valencia Ballroom, York, USA                     | Michael Williams                                                   | Sieg / TKO 2. Runde                |
| 2009                                                      | 7. März       | Valencia Ballroom, York, USA                     | Travis Hartman                                                     | Punktsieg (einstimmig) / 4 Runden  |
| 2009                                                      | 21. März      | Heritage Bank Center, Cincinnati, USA            | Lucas Rodas                                                        | Sieg / KO 1. Runde                 |
| 2009                                                      | 2. Mai        | War Memorial Arena, Johnstown, USA               | Miguel Delgado                                                     | Sieg / TKO 3. Runde                |
| 2009                                                      | 31. Oktober   | War Memorial Arena, Johnstown, USA               | Steve Marquez                                                      | Sieg / TKO 1. Runde                |
| 2009                                                      | 19. Dezember  | Cotton Eyed Joe, Knoxville, USA                  | Corey Sommerville                                                  | Sieg / TKO 2. Runde                |
| 2010                                                      | 1. Mai        | Johnson County Fairgrounds, Iowa City, USA       | Marty Robbins                                                      | Sieg / KO 3. Runde                 |
| 2010                                                      | 31. Juli      | Sovereign Bank Baseball Stadium, York, USA       | Ron Boyd                                                           | Sieg / TKO 1. Runde                |
| 2011                                                      | 26. Februar   | Heartland Events Center, Grand Island, USA       | Anthony Mora                                                       | Sieg / KO 1. Runde                 |
| 2011                                                      | 30. Juli      | Softball Country Arena, Denver, USA              | Derrick Campos                                                     | Sieg / TKO 2. Runde                |
| 2011                                                      | 10. September | Boardwalk Hall, Atlantic City, USA               | Angel Rios                                                         | Punktsieg (einstimmig) / 8 Runden  |
| 2012                                                      | 14. April     | Mandalay Bay Resort and Casino, Las Vegas, USA   | Andre Gorges                                                       | Sieg / KO 5. Runde                 |
| 2012                                                      | 8. Juni       | Hard Rock Hotel and Casino, Las Vegas, USA       | David Rodela                                                       | Sieg / KO 2. Runde                 |
| 2012                                                      | 13. September | Hard Rock Hotel and Casino, Las Vegas, USA       | Hardy Paredes                                                      | Sieg / TKO 4. Runde                |
| 2012                                                      | 10. November  | Wynn Resorts, Las Vegas, USA                     | Sidney Siqueira                                                    | Sieg / TKO 6. Runde                |
| 2013                                                      | 30. März      | Mandalay Bay Resort and Casino, Las Vegas, USA   | Breidis Prescott                                                   | Punktsieg (einstimmig) / 10 Runden |
| 2013                                                      | 15. Juni      | American Airlines Center, Dallas, USA            | Alejandro Sanabria WBO-NABO-Leichtgewicht-Meisterschaft            | Sieg / TKO 6. Runde                |
| 2013                                                      | 5. Oktober    | Amway Center, Orlando, USA                       | Andrey Klimov                                                      | Punktsieg (einstimmig) / 10 Runden |
| 2014                                                      | 1. März       | SECC, Glasgow, Großbritannien                    | Ricky Burns WBO-Leichtgewicht-Weltmeisterschaft                    | Punktsieg (einstimmig) / 12 Runden |
| 2014                                                      | 28. Juni      | CenturyLink Center Omaha, Omaha, USA             | Yuriorkis Gamboa WBO-Leichtgewicht-Titelverteidigung               | Sieg / TKO 9. Runde                |
| 2014                                                      | 29. November  | CenturyLink Center Omaha, Omaha, USA             | Raymundo Beltrán WBO-Leichtgewicht-Titelverteidigung               | Punktsieg (einstimmig) / 12 Runden |
| 2015                                                      | 18. April     | University of Texas at Arlington, Arlington, USA | Thomas Dulorme vakante WBO-Superleichtgewicht-Weltmeisterschaft    | Sieg / TKO 6. Runde                |
| 2015                                                      | 24. Oktober   | CenturyLink Center Omaha, Omaha, USA             | Dierry Jean WBO-Superleichtgewicht-Titelverteidigung               | Sieg / TKO 10. Runde               |
| 2016                                                      | 27. Februar   | Madison Square Garden, New York, USA             | Henry Lundy WBO-Superleichtgewicht-Titelverteidigung               | Sieg / TKO 5. Runde                |
| 2016                                                      | 23. Juli      | MGM Grand Hotel, Las Vegas, USA                  | Wiktor Postol WBC/WBO-Superleichtgewicht-Titelvereinigung          | Punktsieg (einstimmig) / 12 Runden |
| 2016                                                      | 10. Dezember  | CenturyLink Center Omaha, Omaha, USA             | John Molina WBC/WBO-Superleichtgewicht-Titelverteidigung           | Sieg / TKO 8. Runde                |
| 2017                                                      | 20. Mai       | Madison Square Garden, New York, USA             | Félix Díaz WBC/WBO-Superleichtgewicht-Titelverteidigung            | Sieg / Aufgabe 10. Runde           |
| 2017                                                      | 19. August    | Pinnacle Bank Arena, Lincoln, USA                | Julius Indongo IBF/WBA/WBC/WBO-Superleichtgewicht-Titelvereinigung | Sieg / KO 3. Runde                 |
| 2018                                                      | 9. Juni       | MGM Grand Hotel, Las Vegas, USA                  | Jeff Horn WBO-Weltergewicht-Weltmeisterschaft                      | Sieg / TKO 9. Runde                |
| 2018                                                      | 13. Oktober   | CenturyLink Center Omaha, Omaha, USA             | José Benavidez Jr. WBO-Weltergewicht-Titelverteidigung             | Sieg / TKO 12. Runde               |
| 2019                                                      | 20. April     | Madison Square Garden, New York, USA             | Amir Khan WBO-Weltergewicht-Titelverteidigung                      | Sieg / TKO 6. Runde                |
| 2019                                                      | 14. Dezember  | Madison Square Garden, New York, USA             | Egidijus Kavaliauskas WBO-Weltergewicht-Titelverteidigung          | Sieg / TKO 9. Runde                |
| 2020                                                      | 14. November  | The Bubble, Las Vegas, USA                       | Kell Brook WBO-Weltergewicht-Titelverteidigung                     | Sieg / TKO 4. Runde                |
| 2021                                                      | 20. November  | Mandalay Bay Resort and Casino, Las Vegas, USA   | Shawn Porter WBO-Weltergewicht-Titelverteidigung                   | Sieg / TKO 10. Runde               |
| 2022                                                      | 10. Dezember  | CenturyLink Center Omaha, Omaha, USA             | David Avanesyan WBO-Weltergewicht-Titelverteidigung                | Sieg / KO 6. Runde                 |
| 2023                                                      | 29. Juli      | T-Mobile Arena, Las Vegas, USA                   | Errol Spence IBF/WBA/WBC/WBO-Weltergewicht-Titelvereinigung        | Sieg / TKO 9. Runde                |
| 2024                                                      | 3. August     | BMO Stadium, Los Angeles, USA                    | Isroil Madrimov WBA-Superweltergewicht-Weltmeisterschaft           | Punktsieg (einstimmig) / 12 Runden |
| Quelle: Terence Crawford in der BoxRec-Datenbank          |               |                                                  |                                                                    |                                    |